# Fernando Gorriarán
Fernando Gorriarán Fontes (Montevideo, 27 de noviembre de 1994) es un futbolista uruguayo que juega como Centrocampista en los Tigres de la UANL de la Primera División de México.
Es internacional absoluto con la selección de fútbol de Uruguay. Debutó en el empate a cero entre Uruguay y Venezuela por las Eliminatorias Sudamericanas al Mundial de Catar 2022.

## Trayectoria
Debutó como profesional el 2 de febrero de 2014, en la primera fecha del Torneo Clausura, jugó como titular contra Peñarol pero perdieron 2 a 1. Cerró esa temporada jugando 13 partidos, River Plate terminó en cuarto lugar del Clausura y tercero en la anual, por lo que clasificó a la Copa Sudamericana.
Comenzó la temporada 2014/15 jugando el campeonato local, en la primera fecha, el 16 de agosto derrotaron a Atenas 3 a 1. A nivel internacional, debutó el 22 de agosto por la Copa Sudamericana 2014 contra Universidad Católica en Chile, jugó como titular y ganaron 1 a 0. El 14 de marzo de 2015, por el Clausura, jugaron contra Nacional y al minuto 37 anotó su primer gol como profesional para poner el 1 a 1 parcial, finalmente derrotaron a los tricolores por 2 a 1. Finalizó la temporada con 21 partidos jugados, 19 como titular, anotó un gol y brindó 3 asistencias en el plano local, a nivel internacional jugó 4 los partidos de la Sudamericana, como titular, pero quedaron eliminados en la segunda ronda.
Luego de obtener la medalla de oro con Uruguay, comenzó la temporada 2015-16 con River Plate, esta vez con un nuevo técnico, Juan Ramón Carrasco. Disputó 14 partidos de los 15 posibles en el Torneo Apertura, en 12 fue titular, anotó 1 gol y brindó 5 asistencias.
Llegó al fútbol Húngaro el 1 de julio de 2017 por un total de 600 mil €. En su primera temporada como jugador del Ferencvárosi TC disputó 33 partidos, los cuales 28 fueron en al 1Nemzeti Bajnokság I, 1 en la Magyar Kupa y 4 en la Clasificación UEFA Europa League de ese mismo año. Terminó la campaña anotando un total de 2 goles(el cual el primero es recordado por haberlo convertido desde Media Cancha),en lo que fueron 2.266' minutos. En lo que fue la segunda y última temporada como jugador del Ferencvárosi, "Nando" ganó la Nemzeti Bajnokság I 2018-19 tenido la mayor cantidad de goles en el club con 4 goles, siendo 2 en la Nemzeti Bajnokság I y los otros dos en la Magyar Kupa y al igual que en su temporada pasada disputó la Clasificación UEFA Europa League en 2 partidos teniendo un total de 2.125' minutos en 31 partidos oficiales.
En 2019, llegó a la Liga MX para incorporarse al club Santos Laguna del norte de México. Después de varias temporadas positivas, en diciembre de 2022, pasó al club Tigres de la UANL.

## Selección nacional
El 27 de junio de 2015 fue citado para defender a la selección de Uruguay en los Juegos Panamericanos de Toronto, como reemplazo de jugadores que no fueron cedidos. Estuvo presente en los 4 primeros partidos, fue de los jugadores más regulares de Uruguay, incluso anotó un gol en semifinal decisivo para pasar al partido final pero se lesionó para este mismo. En el partido por la medalla de oro, se impuso la Celeste por 1 a 0 con gol de Brian Lozano contra México.

### Participaciones en juveniles
| Competición                  | Sede   | Resultado      | Partidos | Goles |
| ---------------------------- | ------ | -------------- | -------- | ----- |
| Juegos Panamericanos de 2015 | Canadá | Medalla de Oro | 4        | 1     |

| Detalles de partidos con la Sub-22 | Detalles de partidos con la Sub-22 | Detalles de partidos con la Sub-22 | Detalles de partidos con la Sub-22 | Detalles de partidos con la Sub-22 | Detalles de partidos con la Sub-22  | Detalles de partidos con la Sub-22 | Detalles de partidos con la Sub-22 | Detalles de partidos con la Sub-22 | Detalles de partidos con la Sub-22 |
| N°                                 | Rival                              | Resultado                          | Fecha                              | Lugar                              | Competencia                         | Goles                              | Asistencias                        | Ref.                               |                                    |
| ---------------------------------- | ---------------------------------- | ---------------------------------- | ---------------------------------- | ---------------------------------- | ----------------------------------- | ---------------------------------- | ---------------------------------- | ---------------------------------- | ---------------------------------- |
| 1                                  | Trinidad y Tobago                  | 4:0 (3:0)                          | 13 de julio de 2015                | Hamilton · Canadá                  | Juegos Panamericanos Fase de grupos | -                                  | -                                  | 1                                  |                                    |
| 2                                  | México                             | 0:1 (0:0)                          | 17 de julio de 2015                | Hamilton · Canadá                  | Juegos Panamericanos Fase de grupos | -                                  | -                                  | 2                                  |                                    |
| 3                                  | Paraguay                           | 1:0 (0:0)                          | 21 de julio de 2015                | Hamilton · Canadá                  | Juegos Panamericanos Fase de grupos | 52'                                | -                                  | 3                                  |                                    |
| 4                                  | Brasil                             | 2:1 (0:0)                          | 23 de julio de 2015                | Hamilton · Canadá                  | Juegos Panamericanos Semifinales    | -                                  | -                                  | 4                                  |                                    |

### Selección absoluta

#### Copa América 2021
| Torneo            | Sede   | Resultado        | Partidos | Goles |
| ----------------- | ------ | ---------------- | -------- | ----- |
| Copa América 2021 | Brasil | Cuartos de final | 0        | 0     |

## Estadísticas

### Clubes
Actualizado hasta su último partido disputado el 5 de agosto de 2025.
| Club                        | Div.          | Temporada     | Liga  | Liga  | Liga   | Copas nacionales | Copas nacionales | Copas nacionales | Torneos internacionales | Torneos internacionales | Torneos internacionales | Total | Total | Total  |
| Club                        | Div.          | Temporada     | Part. | Goles | Asist. | Part.            | Goles            | Asist.           | Part.                   | Goles                   | Asist.                  | Part. | Goles | Asist. |
| --------------------------- | ------------- | ------------- | ----- | ----- | ------ | ---------------- | ---------------- | ---------------- | ----------------------- | ----------------------- | ----------------------- | ----- | ----- | ------ |
| C. A. River Plate · Uruguay | 1.ª           | 2013-14       | 13    | 0     | 1      | —                | —                | —                | —                       | —                       | —                       | 13    | 0     | 1      |
| C. A. River Plate · Uruguay | 1.ª           | 2014-15       | 21    | 1     | 3      | —                | —                | —                | 4                       | 0                       | 0                       | 25    | 1     | 3      |
| C. A. River Plate · Uruguay | 1.ª           | 2015-16       | 23    | 1     | 6      | —                | —                | —                | 5                       | 0                       | 0                       | 28    | 1     | 5      |
| C. A. River Plate · Uruguay | 1.ª           | 2016          | 13    | 0     | 1      | —                | —                | —                | —                       | —                       | —                       | 13    | 0     | 1      |
| C. A. River Plate · Uruguay | 1.ª           | 2017          | 16    | 4     | 1      | —                | —                | —                | —                       | —                       | —                       | 16    | 4     | 1      |
| C. A. River Plate · Uruguay | Total club    | Total club    | 86    | 6     | 12     | 0                | 0                | 0                | 9                       | 0                       | 0                       | 95    | 6     | 12     |
| Ferencváros T. C. · Hungría | 1.ª           | 2017-18       | 28    | 2     | 6      | 1                | 0                | 0                | 4                       | 0                       | 1                       | 33    | 2     | 7      |
| Ferencváros T. C. · Hungría | 1.ª           | 2018-19       | 24    | 2     | 3      | 5                | 2                | 0                | 2                       | 0                       | 0                       | 31    | 4     | 3      |
| Ferencváros T. C. · Hungría | Total club    | Total club    | 52    | 4     | 9      | 6                | 2                | 0                | 6                       | 0                       | 1                       | 64    | 6     | 10     |
| Santos Laguna · México      | 1.ª           | 2019-20       | 28    | 0     | 4      | 1                | 0                | 0                | —                       | —                       | —                       | 29    | 0     | 4      |
| Santos Laguna · México      | 1.ª           | 2020-21       | 38    | 7     | 7      | —                | —                | —                | —                       | —                       | —                       | 38    | 7     | 7      |
| Santos Laguna · México      | 1.ª           | 2021-22       | 35    | 6     | 4      | —                | —                | —                | 2                       | 0                       | 0                       | 37    | 6     | 4      |
| Santos Laguna · México      | 1.ª           | A-2022        | 18    | 5     | 5      | —                | —                | —                | —                       | —                       | —                       | 18    | 5     | 5      |
| Santos Laguna · México      | Total club    | Total club    | 119   | 18    | 20     | 1                | 0                | 0                | 2                       | 0                       | 0                       | 122   | 18    | 20     |
| Tigres de la UANL · México  | 1.ª           | C-2023        | 19    | 2     | 2      | 1                | 1                | 0                | 6                       | 0                       | 0                       | 26    | 3     | 2      |
| Tigres de la UANL · México  | 1.ª           | 2023-24       | 41    | 1     | 6      | 1                | 0                | 0                | 10                      | 1                       | 0                       | 52    | 2     | 6      |
| Tigres de la UANL · México  | 1.ª           | 2024-25       | 36    | 5     | 1      | —                | —                | —                | 10                      | 0                       | 1                       | 46    | 5     | 2      |
| Tigres de la UANL · México  | 1.ª           | 2025-26       | 2     | 0     | 0      | —                | —                | —                | 3                       | 0                       | 0                       | 5     | 0     | 0      |
| Tigres de la UANL · México  | Total club    | Total club    | 98    | 8     | 9      | 2                | 1                | 0                | 29                      | 1                       | 1                       | 129   | 10    | 10     |
| Total carrera               | Total carrera | Total carrera | 355   | 36    | 50     | 9                | 3                | 0                | 46                      | 1                       | 2                       | 410   | 40    | 52     |
| 1. 2. 3.                    |               |               |       |       |        |                  |                  |                  |                         |                         |                         |       |       |        |

### Selección nacional
Actualizado hasta su último partido disputado el 11 de junio de 2022.
| Selección          | Año             | Amistosos | Amistosos | Amistosos | Eliminatorias | Eliminatorias | Eliminatorias | Continental | Continental | Continental | Mundial | Mundial | Mundial | Total | Total | Total  |
| Selección          | Año             | Part.     | Goles     | Asist.    | Part.         | Goles         | Asist.        | Part.       | Goles       | Asist.      | Part.   | Goles   | Asist.  | Part. | Goles | Asist. |
| ------------------ | --------------- | --------- | --------- | --------- | ------------- | ------------- | ------------- | ----------- | ----------- | ----------- | ------- | ------- | ------- | ----- | ----- | ------ |
| Sub-22 · Uruguay   | 2015            | —         | —         | —         | —             | —             | —             | 4           | 1           | 0           | —       | —       | —       | 4     | 1     | 0      |
| Sub-22 · Uruguay   | Total           | 0         | 0         | 0         | 0             | 0             | 0             | 4           | 1           | 0           | 0       | 0       | 0       | 4     | 1     | 0      |
| Absoluta · Uruguay | 2021            | —         | —         | —         | 3             | 0             | 0             | 1           | 0           | 0           | —       | —       | —       | 4     | 0     | 0      |
| Absoluta · Uruguay | 2022            | 3         | 0         | 0         | —             | —             | —             | —           | —           | —           | —       | —       | —       | 3     | 0     | 0      |
| Absoluta · Uruguay | Total           | 3         | 0         | 0         | 3             | 0             | 0             | 1           | 0           | 0           | 0       | 0       | 0       | 7     | 0     | 0      |
| Total selección    | Total selección | 3         | 0         | 0         | 3             | 0             | 0             | 5           | 1           | 0           | 0       | 0       | 0       | 11    | 1     | 0      |
| 1. 2.              |                 |           |           |           |               |               |               |             |             |             |         |         |         |       |       |        |

## Palmarés

### Títulos nacionales
| Título               | Club              | País    | Año    |
| -------------------- | ----------------- | ------- | ------ |
| Nemzeti Bajnokság I  | Ferencvárosi TC   | Hungría | 2019   |
| Primera División     | Tigres de la UANL | México  | C-2023 |
| Campeón de Campeones | Tigres de la UANL | México  | 2023   |

### Títulos internacionales
| Competición          | Club           | Sede   | Año  |
| -------------------- | -------------- | ------ | ---- |
| Juegos Panamericanos | Uruguay Sub-22 | Canadá | 2015 |